# 追崎史敏
追崎 史敏（おいざき ふみとし、1975年10月15日 - ）は、日本の男性アニメーター、キャラクターデザイナー、アニメ演出家、アニメ監督。株式会社エンカレッジフィルムズ元代表取締役社長。大分県出身

## 経歴
代々木アニメーション学院を卒業後、スタジオジュニオに入社。同スタジオ退社後、長らくフリーランスのアニメーターとしてGONZO作品やサンライズ作品などで活動していたが、2008年8月には池田東陽と共にエンカレッジフィルムズを設立し、代表取締役の池田を支える取締役として同社へ籍を置く。
近年は演出業にも進出し、2007年には『ロミオ×ジュリエット』で監督デビューを飾った。その他、キャラクターデザインを務めた『ケロロ軍曹』では、一部楽曲の作詞を担当するなど幅広い活動を行っている。
2013年2月25日には、同年2月17日に急逝した池田の後任としてエンカレッジフィルムズの代表取締役に就任した。
中学時代は美術部に所属。その理由は部活を選ぶ際に運動が苦手なためどうしようかと考えていたところに当該部活が存在したことからである。その当時「キャプテン翼」や、「聖闘士星矢」が人気を誇っており、それについての話題を女子の先輩としていた折、追崎が「将来絵を描く仕事がしたい」と話したところ、その先輩からアニメーターという仕事の存在を教わり、アニメーターを志すきっかけとなった。その後アニメーターになるための方法を調べ、「絵の勉強をしよう」と絵画教室へ通い、美術系高校が地元にあることを知るとその高校へ入学すべく勉学に励んだ。一般的に美術系高校へ進学したあとは美術系の大学を目標にする事が多いが、追崎は周囲から美術系大学への進学を勧められるも専門学校へ進学することを選んだ。その理由はアニメの仕事を早くやりたいことと、美術系大学への進学が目標としているアニメーターになるのに遠回りとなってしまうというものであった。専門学校へ進学することを決めた当時について追崎は、もし美術系大学へ進学した場合違うことができてよかったかもしれないが、アニメの仕事をやりたいという思いがあったと振り返っている。
また、小学校のころは社宅に住んでいたことから、一軒家に住むことに憧れ、理想の自室や、その間取りを妄想してそれを絵にしていた。もし、アニメに出会っていなかったら、建築関係の道を志していたかもしれないとも述べている。

## 参加作品

### テレビアニメ
1995年
- アリス探偵局（1995年 - 1996年、動画）

1996年
- こどものおもちゃ（1996年 -1 998年、原画）
- セイバーマリオネットJ（1996年 - 1997年、動画）

1998年
- 彼氏彼女の事情（1998年 - 1999年、原画）
- セイバーマリオネットJ to X（原画）

1999年
- 今、そこにいる僕（1999年 - 2000年、作画監督・作画監督補佐・原画・作画協力）
- 忍たま乱太郎（動画）
- THE ビッグオー（原画）

2000年
- ストレンジドーン（作画監督・原画）

2001年
- 地球少女アルジュナ（作画監督・原画）
- 破壊魔定光（原画）
- 新白雪姫伝説プリーティア（演出）
- 学園戦記ムリョウ（原画）
- FF：U 〜ファイナルファンタジー:アンリミテッド〜（モンスターデザイン・作画監督）
- しあわせソウのオコジョさん（絵コンテ）
- フルーツバスケット（原画）
- HELLSING（原画）

2002年
- アクエリアンエイジ Sign for Evolution（OP原画・ED原画）
- 超重神グラヴィオン（原画）
- 最終兵器彼女（原画）

2003年
- カレイドスター（キャラクターデザイン・総作画監督）
- クロノクルセイド（2003年 - 2004年、OP原画）

2004年
- ケロロ軍曹（2004年 - 2011年、キャラクターデザイン・作画監修・作画監督・原画・演出補佐(第61話)・絵コンテ(第103話Bパート)・1stOPスタッフ(作画監督)・1stED2スタッフ(作画)・1stED3スタッフ(作詞・絵コンテ・演出・作画)・2ndOP1スタッフ(作画監督)・2ndOP2スタッフ(原画)・4thOPスタッフ(作画監督)）
- 巌窟王（2004年 - 2005年、原画・ED原画）

2006年
- N・H・Kにようこそ!（デザインワークス・演出・作画監督・原画・前期ED絵コンテ）

2007年
- ロミオ×ジュリエット（キャラクター原案・監督）
- ハヤテのごとく!（原画(第39話)）

2008年
- ARIA The ORIGINATION（原画）
- 鉄腕バーディー DECODE（作画監督(第4話)）

2009年
- キャシャーン Sins（原画(第14話)）
- 黒執事（原画(第17話)）
- 神曲奏界ポリフォニカ クリムゾンS（OP原画）
- 戦う司書 The Book of Bantorra（OP原画）

2010年
- しゅごキャラ!!!どっきどき（原画）
- キディ・ガーランド（絵コンテ・演出・作画監督・衣装デザイン）
- リングにかけろ1 影道編（原画）
- WORKING!!（原画）
- さらい屋 五葉（作画監督・原画）
- 俺の妹がこんなに可愛いわけがない（劇中アニメ「星くずういっちメルル」キャラクターデザイン・絵コンテ・演出）
- 侵略!イカ娘（演出・原画・OP絵コンテ）

2011年
- アスタロッテのおもちゃ!（監督）
- Aチャンネル（絵コンテ）
- 侵略!?イカ娘（OP絵コンテ・OP演出）
- たまゆら〜hitotose〜（絵コンテ・演出・作画監督・作画監督補佐）

2012年
- 戦姫絶唱シンフォギア（絵コンテ・演出補佐・作画監督補佐・原画）
- あっちこっち（監督）
- 聖闘士星矢Ω（絵コンテ）
- 緋色の欠片 第二章（OP絵コンテ・ED絵コンテ・OP演出・ED演出）

2013年
- 問題児たちが異世界から来るそうですよ?（OP絵コンテ・OP演出・作画監督・作画監督補佐・原画）
- イクシオン サーガ DT（演出）
- キューティクル探偵因幡（絵コンテ・演出・作画監督補佐）
- 断裁分離のクライムエッジ（OP絵コンテ・OP演出）
- 百花繚乱 サムライブライド（OP絵コンテ・OP演出）
- 俺の妹がこんなに可愛いわけがない。（劇中アニメ「星くず☆ういっちメルル」キャラクターデザイン・絵コンテ・演出）
- ロウきゅーぶ!SS（OP絵コンテ・OP演出・OP原画）
- 八犬伝―東方八犬異聞― 第二期（OP絵コンテ・OP演出）

2014年
- ハイキュー!!（OP絵コンテ）

2015年
- ユリ熊嵐（原画）
- えとたま（監督・音響監督・作画監督・原画）

2016年
- 蒼の彼方のフォーリズム（監督・絵コンテ）
- マジきゅんっ!ルネッサンス（絵コンテ）
- ジョジョの奇妙な冒険 ダイヤモンドは砕けない（絵コンテ）

2017年
- ラブ米 -WE LOVE RICE-（原画）
- ひとりじめマイヒーロー（企画・レイアウト監修）
- セントールの悩み（総監督・作画監督・絵コンテ・OP絵コンテ・OP演出・OP原画・原画）
- DIVE!!（絵コンテ）

2018年
- BEATLESS（作画監督）
- 魔法少女サイト（演出）
- ちおちゃんの通学路（絵コンテ）
- メルクストーリア -無気力少年と瓶の中の少女-（監督）

2019年
- 異世界チート魔術師（アクション監修）

2020年
- グレイプニル（絵コンテ）
- ご注文はうさぎですか? BLOOM（プロダクション統括・絵コンテ・原画）

2022年
- であいもん（監督・絵コンテ）

2023年
- 解雇された暗黒兵士（30代）のスローなセカンドライフ（監督・絵コンテ）
- 聖女の魔力は万能です（絵コンテ）

2025年
- ゴリラの神から加護された令嬢は王立騎士団で可愛がられる （監督・絵コンテ・演出）

### 劇場アニメ
- それいけ!アンパンマン ばいきんまんと3ばいパンチ（1996年）動画
- 新世紀エヴァンゲリオン劇場版 Air/まごころを、君に（1997年）動画
- デジモンアドベンチャー02 デジモンハリケーン上陸!!超絶進化!!黄金のデジメンタル（2000年）原画
- スレイヤーズぷれみあむ（2001年）原画
- WXIII 機動警察パトレイバー（2001年）原画
- 聖闘士星矢 天界編 序奏〜overture〜（2004年）原画[1]
- マインド・ゲーム（2004年）原画
- 超劇場版ケロロ軍曹（2006年）キャラクターデザイン・総作画監督・作画監督
- 超劇場版ケロロ軍曹2 深海のプリンセスであります!/ちびケロ ケロボールの秘密!?（2007年）キャラクターデザイン・総作画監督
- 超劇場版ケロロ軍曹3 ケロロ対ケロロ天空大決戦であります!（2008年）キャラクターデザイン・作画監督
- ROAD TO NINJA -NARUTO THE MOVIE-（2012年）演出
- 鬼太郎誕生 ゲゲゲの謎 （2023年）総作画監督補佐

### OVA
- またまたセイバーマリオネットJ（1997年-1998年）原画
- ゲートキーパーズ21（2002年）演出・作画監督・OP原画
- 遙かなる時空の中で2-白き龍の神子-（2003年）原画
- カレイドスター 新たなる翼 -EXTRA STAGE-（2004年）キャラクターデザイン・総作画監督
- カレイドスター Legend of phoenix 〜レイラ・ハミルトン物語〜（2005年）コスチュームデザイン・作画監督・ステージ演出・原画
- カレイドスター ぐっどだよ! ぐぅーっど!（2006年）キャラクター作画監修・絵コンテ・演出
- 絶滅危愚少女 Amazing Twins（2014年）アニメキャラデザイン・演出・キャプテンジャパン役

### Webアニメ
2009年
- おんたま!（監督）

2013年
- 宮河家の空腹（演出・作画監督）

2015年
- 聖闘士星矢 黄金魂 -soul of gold-（デザインワークス・絵コンテ・演出・作画監督）

2021年
- えとたま 〜猫客万来〜（アダルトモード監督・音響監督）

2023年
- 悪魔くん（シリーズ監督・キャラクター原案）

### ゲーム
- ポポロクロイス物語II（2000年）アニメーションパターン原画
- ブラウザゲーム ロードス島戦記 -伝説の継承者-（2012年）プロモーションムービー監督

### 作詞
（いずれもおいざきふみとし名義）
- 「ケロロ小隊公認!熱烈歓迎的えかきうた!!」（2005年・もりちよことの共作詞）『ケロロ軍曹』3代目ED
  - 歌 : ケロロ・オールスターズ（ケロロ軍曹（渡辺久美子）、ギロロ伍長（中田譲治）、タママ二等兵（小桜エツ子）、クルル曹長（子安武人）、ドロロ兵長（草尾毅）、夏美（斎藤千和）、桃華（池澤春菜）、モア（能登麻美子）、小雪（広橋涼））
- 「556（コゴロー）燃える愛のテーマ」（2005年）『ケロロ軍曹』挿入歌
  - 歌 : 556（檜山修之）&ラビー（金田朋子）